# Mathieu (gemeente)
Mathieu is een gemeente in het Franse departement Calvados (regio Normandië). De plaats maakt deel uit van het arrondissement Caen. Mathieu telde op 1 januari 2022 2.339 inwoners.

## Geografie
De oppervlakte van Mathieu bedroeg op 1 januari 2022 9,41 vierkante kilometer; de bevolkingsdichtheid was toen 248,6 inwoners per km².
De onderstaande kaart toont de ligging van Mathieu met de belangrijkste infrastructuur en aangrenzende gemeenten.

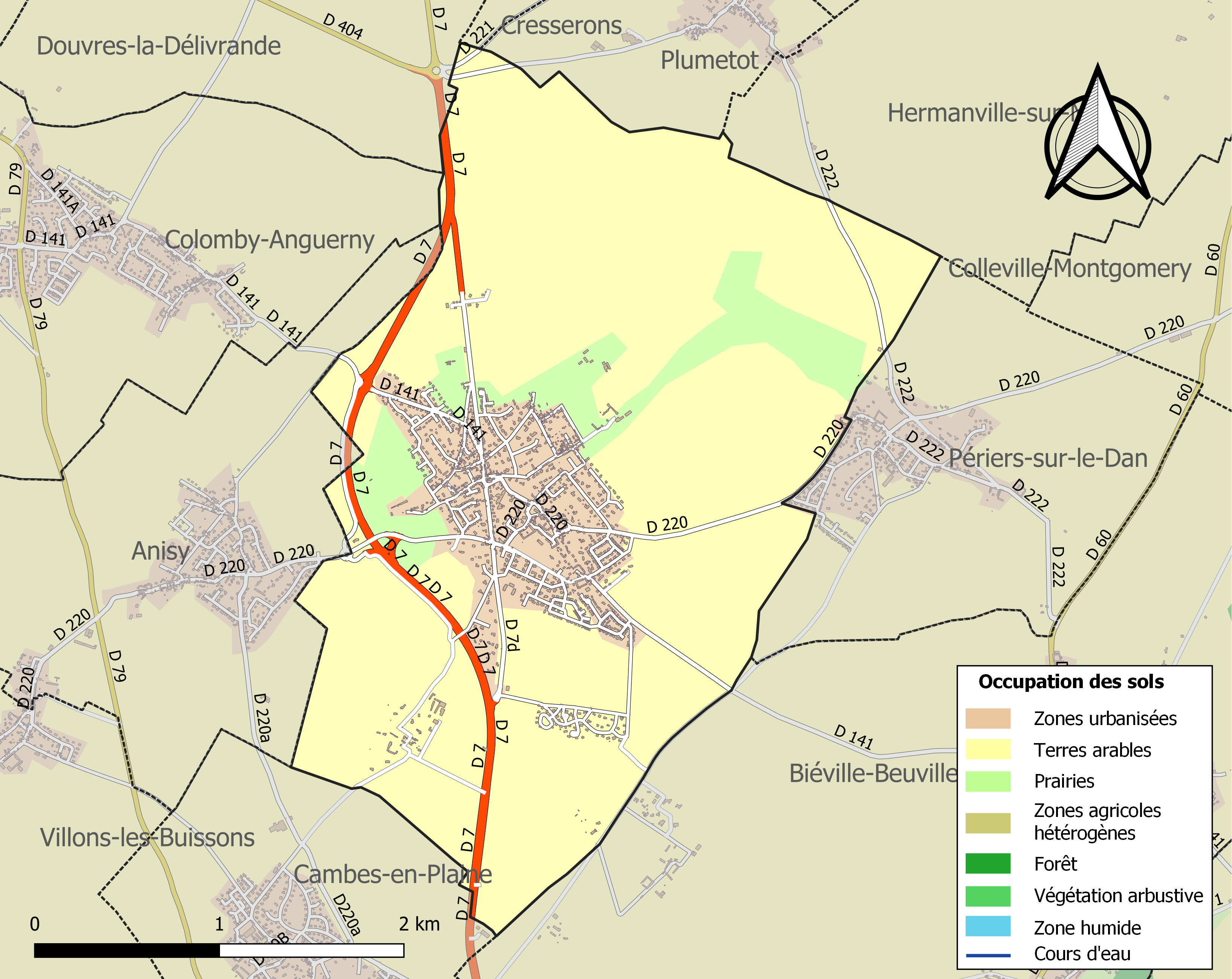

## Verkeer en vervoer
In de gemeente ligt spoorwegstation Mathieu.

## Demografie
Onderstaande figuur toont het verloop van het inwonertal (bron: INSEE-tellingen).
Vanwege een beveiligingsprobleem met de MediaWiki Graph-software is het momenteel niet mogelijk deze grafiek weer te geven. Zodra de software is bijgewerkt zal de grafiek vanzelf weer zichtbaar worden.